# 1396
Évszázadok: 13. század – 14. század – 15. század
Évtizedek: 1340-es évek – 1350-es évek – 1360-as évek – 1370-es évek – 1380-as évek – 1390-es évek – 1400-as évek – 1410-es évek – 1420-as évek – 1430-as évek – 1440-es évek
Évek: 1391 – 1392 – 1393 – 1394 –  1395 – 1396 – 1397 – 1398 – 1399 – 1400 – 1401

## Események

### Határozott dátumú események
- május 11. – Zsigmond magyar király – az első felesége, Mária magyar királynő halála (1395) után eljegyzi a másodfokú unokatestvérének, VIII. Henrik briegi hercegnek a leányát, Briegi Margit hercegnőt.[1]
- május 19. – I. János öccsének, I. (Emberséges) Márton aragóniai királynak trónra lépése.
- szeptember 25. – I. Bajazid török szultán hadserege legyőzi Zsigmond király és János burgundi herceg seregét a nikápolyi csatában.[2]

### Határozatlan dátumú események
- január eleje – Timur Lenk parancsot ad a Kuma-menti Magyarország fővárosának, Magyarnak/Mazsarnak (ma: Budjonovsk) lerombolására.[forrás?]
- az év folyamán –
  - Zsigmond keresztes serege Bulgáriába nyomul, beveszi Orsovát és Vidint, majd Nikápoly ostromába kezd.
  - A török elfoglalja Vidin várát az utolsó bolgár erősséget is, majd végigpusztítja a Dráva – Száva közét és Stájerországig nyomul.

## Születések
- az év folyamán – V. Alfonz aragóniai király († 1458)
- június 30. – III. Fülöp burgundi herceg († 1419)

## Halálozások
- május 19. – I. János aragóniai király (* 1350)